# Bajo la misma estrella
Bajo la misma estrella (título original en inglés: The Fault in Our Stars) es una novela escrita por John Green, la sexta en su carrera como autor literario, publicada el 10 de enero de 2012. La historia es narrada por una adolescente de 16 años de edad llamada Hazel Grace Lancaster, quien padece cáncer de tiroides que acaba haciendo metástasis y trasladándose a los pulmones. Por ese motivo, tiene que usar siempre un tanque de oxígeno, al que ella llama Philip.[cita requerida]
Sus padres la obligan a acudir a un grupo de apoyo para jóvenes afectados por la enfermedad situado en el sótano de una iglesia, llamada El corazón literal de Jesús, en la cual conoce y se enamora de un joven de 17 años llamado Augustus Waters (Gus), exjugador de baloncesto que tiene amputada una pierna a causa del osteosarcoma.
Green expresa que el título del libro se inspiró en la famosa frase de la obra «Julio César», de William Shakespeare, cuando Casio, en el Acto 1/Escena 2 de la obra, le dice a Bruto: «¡La culpa, querido Bruto, no es de nuestras estrellas, sino de nosotros mismos, que consentimos en ser inferiores!».
La adaptación cinematográfica de la novela, de nombre homónimo, se estrenó el 6 de junio del 2014, en los Estados Unidos, protagonizada por Shailene Woodley y Ansel Elgort. El estreno en España fue el 15 de julio, mientras que en varios países de Latinoamérica su estreno tuvo lugar a fines de junio.[cita requerida]
Desde la opinión popular se han generado críticas generalmente positivas hacia la obra, considerada en la actualidad una gran novela del actualmente muy popular género young adult.[cita requerida] Se le ha dado gran importancia a la enseñanza y los valores morales que el libro intenta transmitir al lector. También suele alabarse la construcción de los personajes, aunque aun así hay críticas varias que difieren respecto a la solidez de la misma. Tras su gran éxito y la escasa cantidad de críticas negativas, esta novela ha comenzado a ganar una imagen de obra sobrevalorada dentro de cierto sector en la opinión popular. Si se toma como válida esta sobrevaloración, podría afirmarse que la moda, la valoración popular, la propagación de la novela dentro de las redes sociales y el éxito de la película contribuyeron en gran medida.[cita requerida]
La fuente de inspiración (pero no basada en ella) del autor fue Esther Grace Earl (de ahí su segundo nombre, Grace),.

## Resumen
Hazel tenía un libro favorito el cual compartió con Augustus titulado Un dolor imperial, escrito por Peter Van Houten, un bohemio norteamericano que residía en Ámsterdam, quien no solía dar conferencias de prensa ni responder las cartas de sus admiradores. Él les responde que no les dirá que ocurre después del final de Un dolor imperial a no ser que se vean en persona, por lo que los invita a viajar a Ámsterdam. Lo cual, lleva a Gus a utilizar el deseo que la fundación The Genies les entrega a los niños con cáncer y decide usarlo para viajar con Hazel a Ámsterdam, a conocer al autor de la maravillosa novela. Después de recibir el alta y algunas consultas a sus doctores, Hazel consigue el permiso para viajar a Ámsterdam con su madre y con Gus.
En el viaje de ida a Ámsterdam, Gus confiesa a Hazel que está enamorado de ella y Hazel queda sorprendida pero no puede decirle que ella también lo ama por miedo a lastimarlo en un futuro cuando ella muera. En la primera noche en Ámsterdam, Hazel y Gus van a comer a un restaurante invitación y cortesía de Van Houten. Antes de Regresar de Ámsterdam, Gus le confiesa a Hazel que tuvo una recaída y que su cáncer hizo metástasis en casi todo su tórax incluyendo el corazón e inicia un tratamiento de Quimioterapia.

## Personajes de la película.

### Protagonistas
- Hazel Grace Lancaster, es la protagonista y el libro se narra desde su perspectiva. Es una adolescente de dieciséis años con cáncer de tiroides, con metástasis en los pulmones.
- Augustus Waters (también conocido como "Gus"), se enamora de Hazel. Tiene diecisiete años y perdió su pierna derecha a causa de una enfermedad llamada osteosarcoma y ahora está en remisión. Gus llega al grupo por petición de su amigo Isaac y ahí conoce a Hazel.

### Secundarios
- Isaac: Amigo de Augustus que sufre un cáncer a los ojos y queda ciego
- Sra. y Sr. Lancaster: Padres de Hazel.
- Sra. y Sr. Waters: Padres de Augustus.
- Peter Van Houten: Autor del libro favorito de Hazel Un Dolor imperial.
- Lidewij Vliegenthart: Asistente de Peter Van Houten.
- Patrick: Líder del grupo de apoyo que padece cáncer en los testículos.
- Moni: Exnovia de Isaac que lo abandona por la pérdida de su vista.

## Publicación
El 21 de diciembre de 2011, Barnes & Noble accidentalmente entregó 1500 copias de Bajo la misma estrella a las personas que lo ordenaron con anticipación. Green declaró: «Los errores suceden. Las personas que cometieron este error no son malas ni incompetentes, y no estaban actuando maliciosamente. Todos cometemos errores, y no deseo que Barnes & Nobles ni que ninguno de sus hijos o empleados sea damnificado». Muchas de las personas que recibieron el libro se comprometieron a no leerlo hasta el día de su publicación, el 12 de enero de 2012, por una petición de Green.
El libro alcanzó el número uno en las listas de (superventas) de (Amazon.com) y (Barnes & Noble) en junio de 2011, después de que el título fuera anunciado. Green prometió que cada copia ordenada con anticipación sería autografiada por él. Él propuso a su público en general que votaran por el color de Sharpie que debería usar para firmar los libros, lo que resultó en que firmaría los 150 000 libros con distintos colores de Sharpie, en proporción a los votos que recibió cada uno. Algunas personas que ordenaron el libro de librerías internacionales recibieron copias sin firmar porque esas tiendas, incluyendo Amazon UK, subestimaron la cantidad de copias que necesitarían, pero el autor acordó que los que tenían ediciones sin firmar deberían enviarle un correo para que se les envié un (ex libris).
Bajo la misma estrella debutó en el primer puesto de la lista de superventas del (New York Times) para libros juveniles y se quedó en ese puesto por siete semanas consecutivas. También tuvo lugar en diversas listas de superventas alrededor del mundo. Fue número uno en la lista de superventas de (Wall Street Journal), primer puesto en la lista de superventas de Indiebound y el noveno puesto en las listas de los más vendidos de The Bookseller. Para enero de 2013, ya había un millón de copias impresas de la novela.
Una edición en (idioma hebreo|hebreo) del libro fue publicado en (Israel) en agosto del 2012 y más ediciones de la novela se publicaron en (holandés), (Alemán (idioma)|alemán), (Español (idioma)|español), (Francés (idioma)|francés), (Suecia|sueco), (Idioma danés|danés), (islandés), (Idioma chino|chino) y (Idioma portugués|portugués). En diciembre del 2012 fue anunciada una edición especial con una portada de plata, denominado «La edición exclusiva de coleccionistas», y estaría disponible en (Barnes & Noble).
Hubo una polémica después de la decisión tomada por la ciudad de Indianapolis que imlicó la reclasificación del libro de la sección de adolescentes a la sección de adultos. Green, un residente de Indianapolis, dio su opinión en Twitter al reclamarle al sistema bibliotecario. 

## Recepción de la crítica
The New York Times llamó a la novela como «una mezcla de melancolía, dulzura, filosofía y gracia» además de que «sigue el curso de la tragedia realista». Time llamó a Bajo la misma estrella  «finalmente cercana a la genialidad», colocándolo como el libro número uno en su lista anual de Top 10 Libros de Ficción 2012. Entertainment Weekly escribió, «La historia de amor entre Augustus y Hazel es tan real como condenada, y las carcajadas que vienen en las primeras páginas de la novela hacen que las luminosas páginas del final sean más angustiosas» y dio a la novela una muy buena calificación. USA Today la definió como «una comedia elegíaca». Muchos autores contribuyeron con sus críticas positivas hacia el libro. Jodi Picoult, la autora de My sister's keeper llamó a Bajo la misma estrella «un eléctrico retrato de jóvenes que aprenden a vivir la vida con un pie en la tumba» además de decir que la novela está «llena de ráfagas entre el humor y la tragedia». La página Boulevard de Libros afirma que «en el momento en el que lo terminas quieres releerlo». El autor del superventas La ladrona de libros, Markus Zusak, lo describió como «una novela de la vida y la muerte, y de las personas atrapadas en medio», afirmando además que  «John Green está en su mejor momento».

## Adaptación cinematográfica
En enero de 2012, Fox 2000, una división de 20th Century Fox, adquirió los derechos para adaptar la novela en una película. Josh Boone firmó un contrato para dirigir un año más tarde, en febrero de 2013. Wyck Godfrey y Marty Bowen firmaron para producir la película. Shailene Woodley encarna a Hazel, mientras que Ansel Elgort personifíca a Augustus. Nat Wolff fue elegido como Isaac, y Laura Dern en el papel de la madre de Hazel. Sam Trammell fue elegido como el señor Lancaster, el padre de Hazel. El 29 de agosto de 2013 John Green anunció que Mike Birbiglia haría el rol de Patrick, y el 6 de septiembre, Green anunció que Willem Dafoe sería Peter Van Houten.
La película comenzó a filmarse el 26 de agosto de 2013 en Pittsburgh. Scott Neustadter y Michael H. Weber escribieron la adaptación del guion.  El rodaje también tuvo lugar en Ámsterdam. La película se estrenó el 6 de junio de 2014.La película fue un éxito y logró recaudar más de 300 millones de dólares. 